# Seishan

Tracé des déplacements de la partie lente.

Seishan est un kata de karaté d'origine Naha-Te. Il fut choisi, ainsi que Chinto, comme Shitei-kata par l'école wado-ryu.  En style shotokan, il porte le nom de Hangetsu. 

## La demi-lune ou le kata des 13 combattants
Ce kata est en partie respiratoire. Il existe deux formes différentes pour exécuter les passages spécifiquement respiratoires, l'une se reportant à l'aspect "santé" et l'autre à l'aspect "martial".